# Hadar (Nebraska)
Pour les articles homonymes, voir Hadar.
Hadar est un village du comté de Pierce, dans l'État du Nebraska, aux États-Unis. En 2020, il comptait une population de 280 habitants.